# Hôpital Guillaume-et-René-Laennec
Pour les articles homonymes, voir Hôpital Laennec et Laennec.
L’hôpital Guillaume-et-René-Laennec (appelé aussi hôpital Nord Laennec) est l'un des sept hôpitaux gérés par le centre hospitalier universitaire de Nantes. Il se situe sur le site hospitalo-universitaire Nord dans la commune de Saint-Herblain, où l'on trouve également le Centre de lutte contre le cancer René-Gauducheau.

## Description
Conçu par l'architecte Philippe Joëssel, et ouvert en 1984, il regroupe des services médicaux, de court séjours et de chirurgie. Il représente actuellement le deuxième site médico-chirurgical du CHU de Nantes.
Son nom fait référence à René-Théophile-Hyacinthe Laennec, qui a commencé ses études médicales à Nantes, et à son oncle Guillaume François Laennec, qui fut médecin-chef de l'Hôtel-Dieu, ainsi que directeur de l'école de médecine de Nantes, et participa à la formation de son neveu.

## Projet de transfert
Dans le cadre d'un regroupement de l'essentiel des services du Centre hospitalier universitaire sur un nouveau site à l'ouest de l'île de Nantes à l'horizon 2020-2025, les bâtiments de l'hôpital ne seraient plus affectés à des activités de soins, et devraient être cédés au prix du marché. France domaines a estimé la valeur immobilière de ce domaine hospitalier de 49 hectares à 30 millions d’euros et devra trouver un acquéreur avant l’ouverture du futur nouveau CHU, prévue en 2026.